# Амфилохий Глушицкий
Амфило́хий Глуши́цкий (ум. 25 октября 1452) — монах, сподвижник Дионисия Глушицкого, святой Русской православной церкви в лике преподобных.

## Жизнеописание
Основной источник сведений об Амфилохии Глушицком — «Сказание о Спасо-Каменном монастыре», составленное Паисием Ярославовым около 1481 года и житие Дионисия Глушицкого, написанное диаконом Иринархом, иноком Глушицкого Покровского монастыря, около 1495 года по поручению соборных монастырских старцев. Неясно, принимал ли Анфилохий участие в составлении жития Дионисия. Иринарх Глушицкий указывает, что «научен от отец моих… Анфилохия, и другаго Макария, и Михаила, иже видели святаго известно» и что «изысказахом… елико слышах от некых, яже ученицы его поведали тем».
Известно, что Анфилохий, уже будучи иеромонахом, пришёл из Великого Устюга к Дионисию Глушицкому в основанный последним Покровский монастырь и просил благословения стать послушником монастыря.
Впоследствии Анфилохий стал ближайшим учеником и другом Дионисия, совместно они основали Глушицкий Сосновецкий Предтечев монастырь. В 1437 году, умирая, преподобный Дионисий вручил Анфилохию «старейшинство» над Предтеченским и Покровским монастырями. Однако, стал ли Анфилохий игуменом, достоверно неизвестно, в житие сказано, что игуменом «большой лавры», то есть Покровского монастыря, стал монах Макарий, а по завету Дионисия над обеими обителями должен был стоять один игумен.
Амфилохий Глушицкий был погребён в Предтеченском храме Сосновецкого монастыря рядом с преподобным Дионисием (в настоящее время от храма сохранился лишь фундамент).

## Иконография
Амфилохий Глушицкий согласно традиции изображается в полном монашеском облачении (подряснике, рясе, поясе, мантии, аналаве на груди, в схиме на плечах) и сапожках, с благословляющей десницей и свитком в левой руке. На иконах обычно вместе с Дионисием Глушицким и внешне уподобляется ему: «Подобием аки Дионисий Глушицкий, надсед, брада аки Василия Кесарийского, ряска вохра»; указывается, что святой «подобием надсед, брада аки Василия Великаго, покороче гораздо, ризы преподобническия, испод вохряной, в руке свиток».

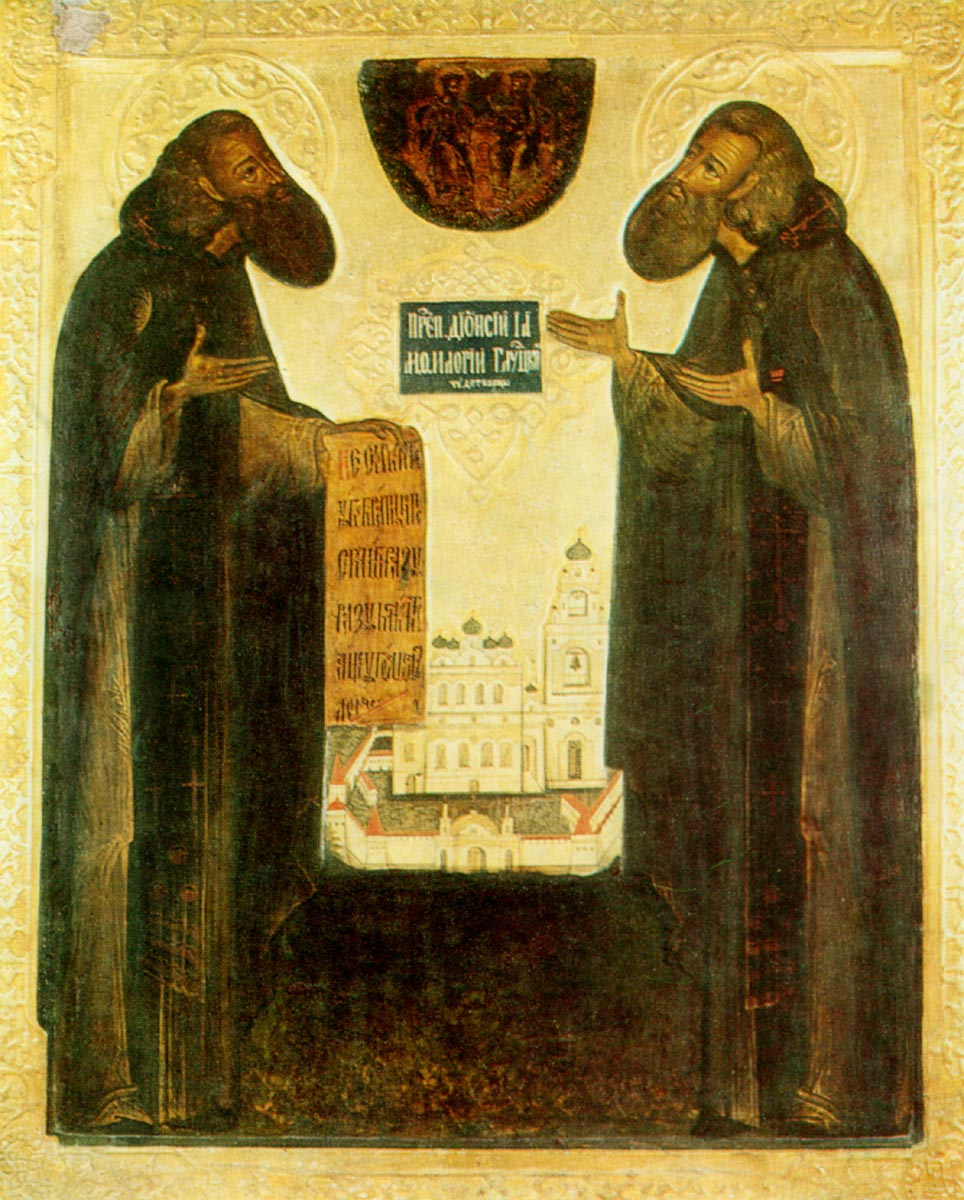
Дионисий и Амфилохий Глушицкие. Икона, Россия, XIX в.
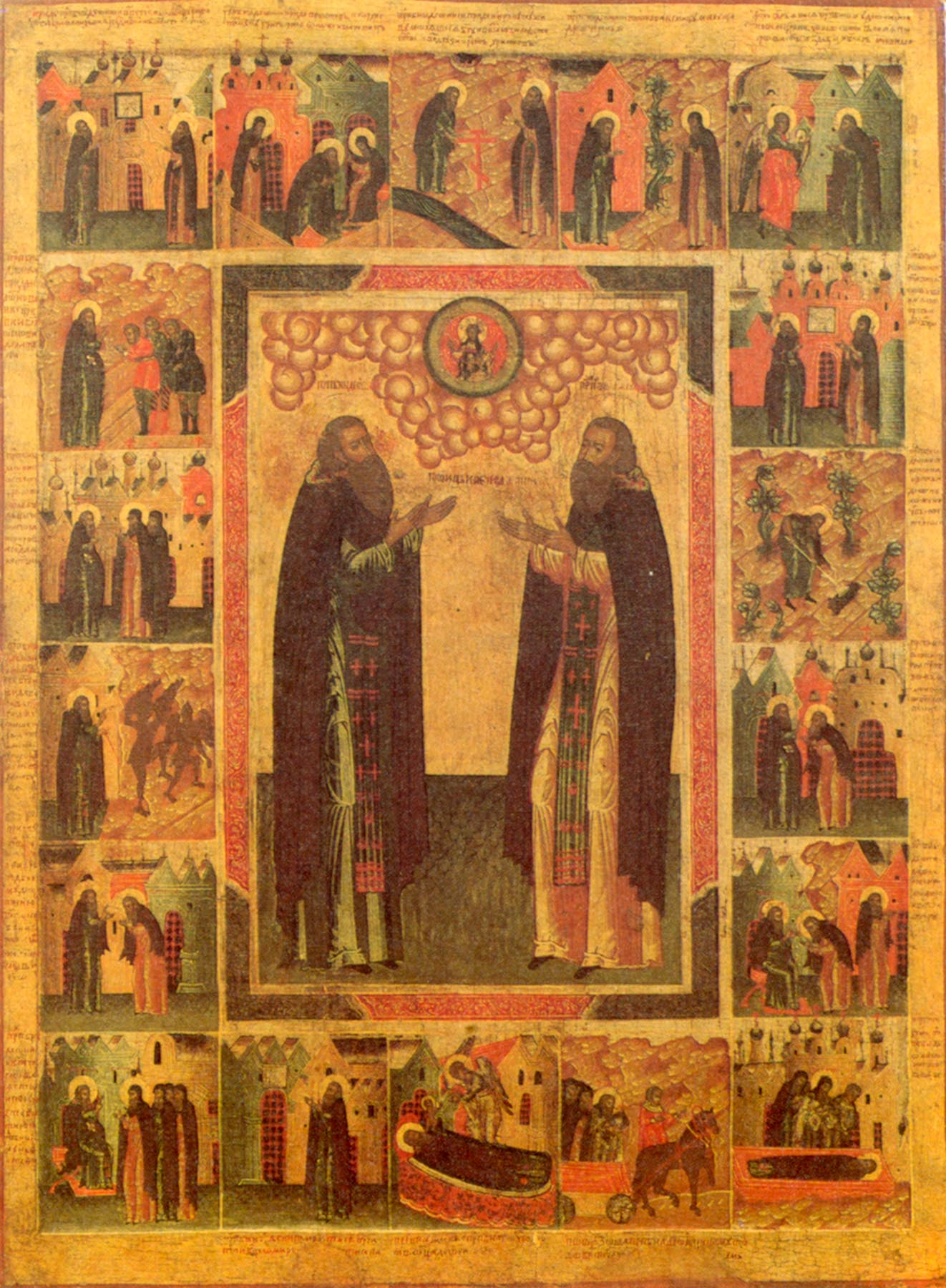
Дионисий и Амфилохий Глушицкие с житием. Икона из д. Великий Двор Сокольского района Вологодской области, XVII в. ВГИАХМЗ. Вологда